# Tom Compton
Tom Compton (Rosemount, 10 maggio 1989) è un giocatore di football americano statunitense che milita nel ruolo di offensive tackle per i Denver Broncos della National Football League (NFL). Fu scelto nel corso del sesto giro (193º assoluto) nel Draft NFL 2012 dai Washington Redskins. Al college ha giocato a football a South Dakota.

## Carriera professionistica

### Washington Redskins
Compton fu scelto nel sesto giro del Draft 2012 dai Washington Redskins. Fu il primo giocatore scelto nel Draft da South Dakota dai tempi di Chul Schwanke nel 1986. Il 6 maggio 2012 firmò ufficialmente un contratto quadriennale con la franchigia della capitale nordamericana. Il 5 dicembre fu promosso nel roster attivo ma nella sua stagione da rookie non scese mai in campo. Debuttò come professionista nella prima gara della stagione 2013 contro i Philadelphia Eagles.
Il 27 febbraio 2015, Compton rifirmò con i Redskins un rinnovo contrattuale di un anno.

### Atlanta Falcons
Il 15 marzo 2016, Compton firmò con gli Atlanta Falcons, con cui nella sua unica stagione raggiunse il Super Bowl LI, perso contro i New England Patriots.

### Chicago Bears
Nel 2017, Compton firmò con i Chicago Bears.

### Minnesota Vikings
Il 22 marzo 2018 Compton firmò con i Minnesota Vikings.

### New York Jets
Nel 2019 Compton passò ai New York Jets.

### San Francisco 49ers
Il 3 aprile 2020 Compton firmò un contratto di un anno con i San Francisco 49ers.

## Palmarès

### Franchigia
- National Football Conference Championship: 1

Atlanta Falcons: 2016